# جووانی دی استفانو
جووانی دی استفانو (ایتالیایی: Giovanni Di Stefano؛ ‏ ۱ ژوئیهٔ ۱۹۵۵) وکیل، سرمایه‌دار و تاجر اهل ایتالیایی-بریتانیایی است که به دلیل کلاهبرداری محکوم و زندانی شد. او در پرونده‌های حقوقی متهمان بدنام در سراسر جهان شرکت داشته‌است. او هیچ صلاحیت قانونی نداشت و از کار وکالت در بریتانیا منع شده و نامش برای کار به عنوان وکیل در بریتانیا یا ایتالیا ثبت نشده بود. به او لقب وکیل‌مدافع شیطان داده بودند، چرا که وکالت صدام حسین و اسلوبودان میلوشویچ را بر عهده گرفت. او همچنین یکی از همکاران تجاری ژلیکو راژناتوویچ، رهبر شبه‌نظامی صرب و متهم جنایت جنگی بود.
او چهار بار در ایرلند و بریتانیا به دلیل کلاهبرداری و جرایم جنایی مرتبط، محکوم شده‌است و در مجموع هشت سال و نیم به دلیل محکومیت‌های بین سال‌های ۱۹۷۵ تا اواخر دهه ۱۹۸۰ زندانی شده‌است. یک قاضی او را «یکی از کلاهبرداران بزرگ حیات» توصیف کرد. آخرین محکومیت او در مارس ۲۰۱۳ بود که پس از مجرم شناخته شدن یا اعتراف به ۲۷ اتهام گوناگون از جمله فریبکاری، کلاهبرداری و پولشویی بین سال‌های ۲۰۰۱ تا ۲۰۱۱ مربوط به «فریب دادن مردم به این که فکر کنند او یک وکیل حرفه‌ای با حسن نیت است» به ۱۴ سال زندان محکوم شد.
پدر او جهت کار در یک کارخانه کفش‌سازی به انگلستان مهاجرت کرد و بدین ترتیب او در سن ۶ سالگی با مادرش در نورث‌همپتون‌شر سکنا گزید و در مدرسهٔ گرامر ولینگبرو تحصیل کرد. در جریان محاکمه‌اش برای کلاهبرداری در سال ۱۹۸۶ و در مدخل فهرست راهنمای افراد «مارکیس هوز هو» مدعی شده بود که در همین زمان دکترای حقوق را از دانشگاه کمبریج گرفته‌است، اما بعداً مشخص شد که این ادعا بی‌پایه و اساس است. او در دهه ۲۰ زندگی مدعی شد که «با وارد کردن نوارهای ویدئویی» از هنگ کنگ ثروت زیادی به‌دست آورده‌است. علیرغم گذراندن بیشتر دوران اولیه زندگی اش در انگلستان، او خود را ایتالیایی می‌دانست. در طول این مدت در مدرسه، او را اغلب «جان»، (معادل انگلیسی جووانی) صدا می‌زدند.
دی استفانو دفتری در رم به نام «استودیوی بین‌المللی وکالت» داشت. نام او در رسانه‌های بریتانیا به دلیل دفاع از «بعضی از بدنام‌ترین شروران کشور» بارها ذکر شده‌است. او یک بار اظهار داشت که آماده است «... از آدولف هیتلر یا شیطان دفاع کند.» وی می‌گفت که «از افراد غیرقابل دفاع، دفاع می‌کند»، و عنوانِ کتاب زندگی‌نامه‌اش را هم «دفاع از غیرقابل دفاع» گذاشت. وقتی از انگیزه‌اش پرسیدند، او پاسخ داد: «هیچ‌وقت کسی نپرسیده‌است که آیا شیطان قابل محاکمه و دفاع است؟ آیا او پرونده خوبی دارد؟»
اسکاتسمن دی استفانو را «وکیلی پررنگ و آب و اغلب بحث‌برانگیز» توصیف کرد. گاردین درباره‌اش نوشت او را «یقیناً تنها مردی در جهان است که ادعای دوستی شخصی با صدام حسین و خصومت شخصی با دلیا اسمیت را دارد»؛ چرا که پیشنهادش برای خرید باشگاه فوتبال نوریچ سیتی به سنگ خورد.
دی استفانو از عنوان ایتالیایی «آوکاتو» (معادل انگلیسی «وکیل») در کارت بازرگانی خود استفاده می‌کرد و موکلان و دادگاه‌ها را گمراه کرد که او یک وکیل واجد شرایط است. در ۲۷ مارس ۲۰۱۳، هیئت منصفۀ «دادگاه سلطنتی سات‌ارک» در لندن او را به ۲۵ فقره اتهام از جمله فریب، کلاهبرداری و پولشویی بین سالهای ۲۰۰۱ تا ۲۰۱۱  محکوم کرد. در طول محاکمه در دادگاه، او از ارتباط خود با رابرت موگابه، اسامه بن لادن، صدام حسین (که او را «مرد خوبی» توصیف کرد) و «دوستی» خود با دختر اسلوبودان میلوشویچ سخن گفت.

## ادعاهای قابل توجه
برخی از افراد مشهور که جووانی دی استفانو ادعا کرده‌است که وکالت آنها را به عهده داشته، عبارتند از:
- هارولد شیپمن[۲۴][۲۵]
- صدام حسین[۲۶][۲۷][۲۸]
- طارق عزیز[۲۹]
- چارلز برانسون[۳۰][۳۱]
- علی حسن المجید[۳۱]
- گری گلیتر[۳۲]
- مانوئل نوریگا[۳۳][الف]

در ژانویه ۲۰۰۷ دی استفانو از دادگاه کیفری بین‌المللی خواست تا تحقیقات کاملی در مورد محاکمه‌های برزان ابراهیم التکریتیبرادر ناتنی صدام حسین دربارهٔ حوادث الدجیل و همچنین عواد حامد البندر، رئیس قوه قضائیه عراق در انجام دهد. دی استفانو یادداشتی را منتشر کرد که دست‌نوشته‌ای از برزان تکریتی بود و در آن توضیح داده بود که او مسئول قتل‌های الدجیل نیست که به خاطر آن به اعدام محکوم شده‌است.
در ژانویه ۲۰۱۱، دی استفانو گزارش داد که از چارلز منسون درخواست کرده اجازه دهد بازبینی روند محاکمه او بر اساس نقض متمم ششم قانون اساسی ایالات متحده آمریکا و استدلال‌های قانونی که در طول محاکمه منسون مطرح نشده بود، به او وکالت دهد. او مدعی شد هنوز پاسخ از چارلز منسون نگرفته‌است. او همچنین از طرف منسون دادخواستی به کمیسیون بین‌المللی آمریکایی حقوق بشر داد.